# Illustratore
Ілюстраторе (Illustratore) був італійським ілюмінатором, який працював між 1330 і 1347 роками. Про нього відомо дуже мало. Через подібність у стилі його роботи спочатку виділяли окремо від творів Нікколо да Болоньї; насправді Ербах фон Фюрстенау спочатку назвав його Псевдо-Нікколо через велику схожість між їхніми роботами. Згодом було прийнято ім'я «Illustratore»; проте його особистість залишається невідомою, хоча були висунуті різні гіпотези (включаючи можливість, що це Андреа да Болонья) з різним ступенем ймовірності.
Енциклопедія середньовічного мистецтва та архітектури Гроув зазначила, що після Чорної смерті 1348 року не відомо жодної роботи Ілюстратора.